# Nový Bor
Nový Bor (en allemand : Haida) est une ville du district de Česká Lípa, dans la région de Liberec, en Tchéquie. Sa population s'élevait à 11 318 habitants en 2025.

## Géographie
Nový Bor se trouve à 9 km au nord de Česká Lípa, à 36 km à l'ouest de Liberec et à 77 km au nord de Prague.

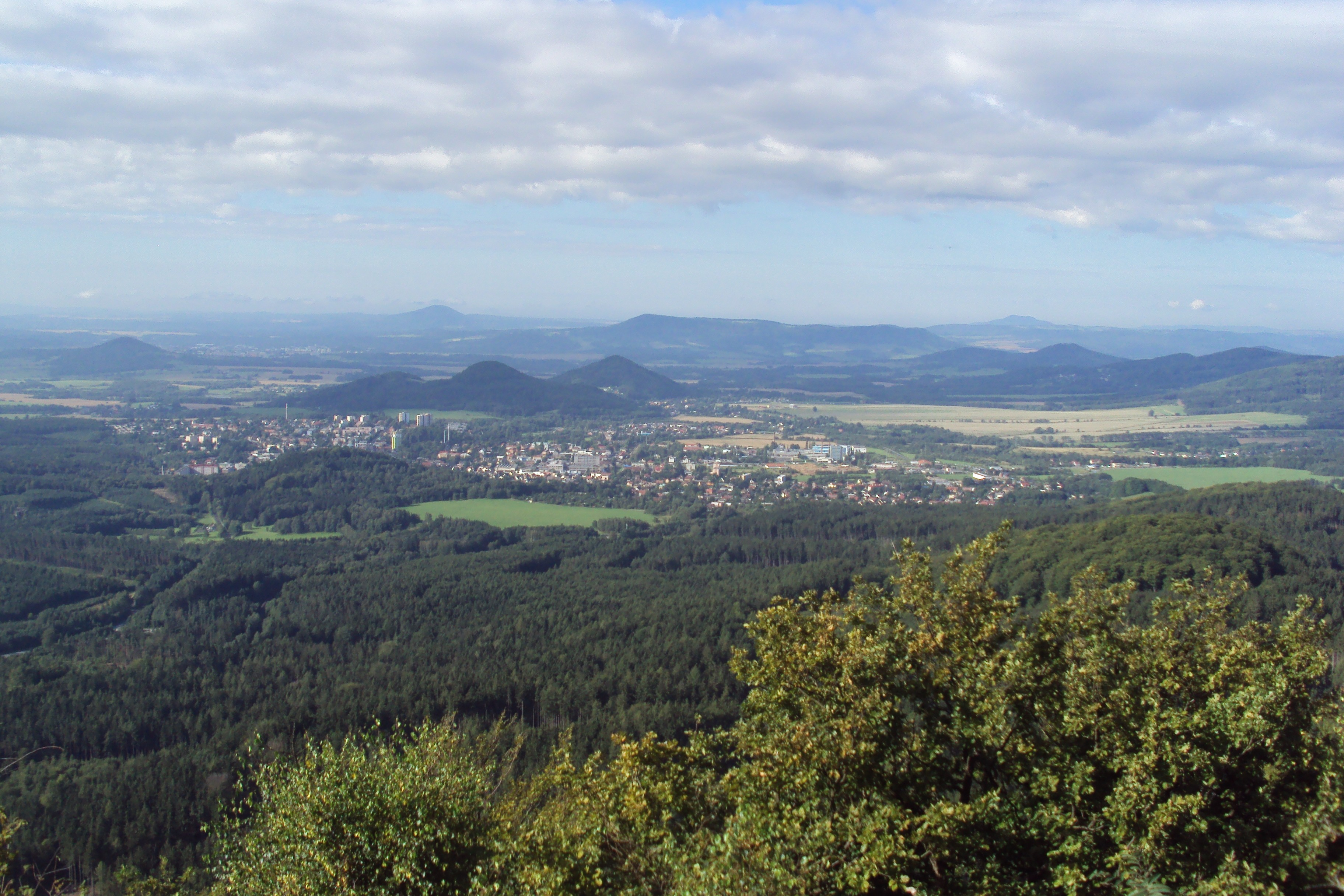
Nový Bor : vue générale.
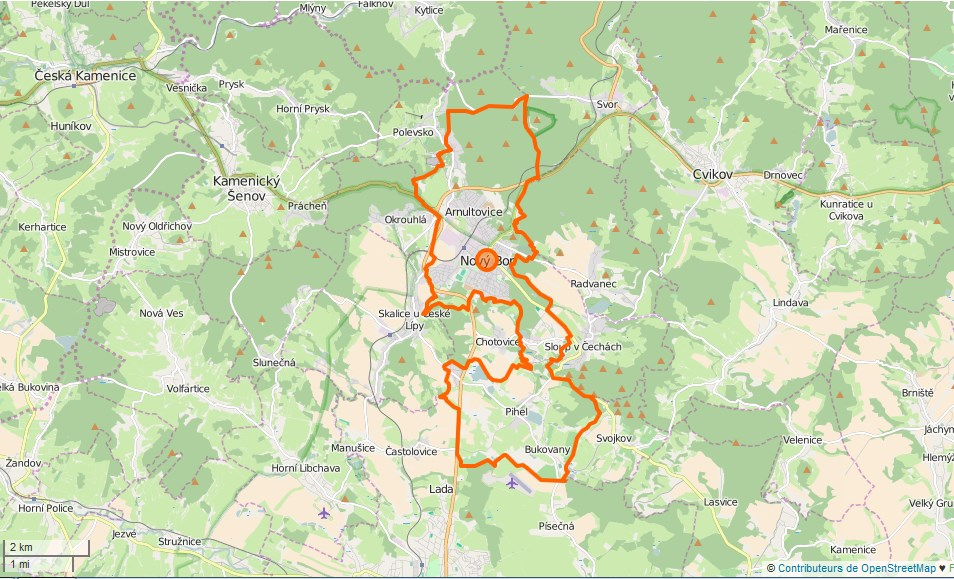
Nový  Bor : limites communales.

La commune est limitée par Polevsko au nord, par Svor, Radvanec, Sloup v Čechách et Svojkov à l'est, par Česká Lípa au sud, et par Skalice u České Lípy, Chotovice et Okrouhlá à l'ouest.

## Histoire
La fondation de la ville remonte à 1702.

## Administration
La commune se compose de cinq sections :
- Arnultovice
- Bukovany
- Janov
- Nový Bor
- Pihel

## Population
Recensements ou estimations de la population :
| 1869* | 1880* | 1890* | 1900* | 1910* | 1921* |
| ----- | ----- | ----- | ----- | ----- | ----- |
| 6 300 | 7 786 | 8 006 | 8 635 | 9 537 | 8 862 |

| 1930* | 1950* | 1961* | 1970* | 1980*  | 1991*  |
| ----- | ----- | ----- | ----- | ------ | ------ |
| 9 851 | 7 229 | 7 868 | 8 669 | 10 828 | 12 166 |

| 2001*  | 2011*  | 2016   | 2017   | 2018   | 2019   |
| ------ | ------ | ------ | ------ | ------ | ------ |
| 12 342 | 11 882 | 11 844 | 11 826 | 11 699 | 11 678 |

| 2020   | 2021*  | 2022   | 2023   | 2024   | 2025   |
| ------ | ------ | ------ | ------ | ------ | ------ |
| 11 616 | 11 433 | 11 458 | 11 485 | 11 412 | 11 318 |

## Patrimoine
Patrimoine religieux

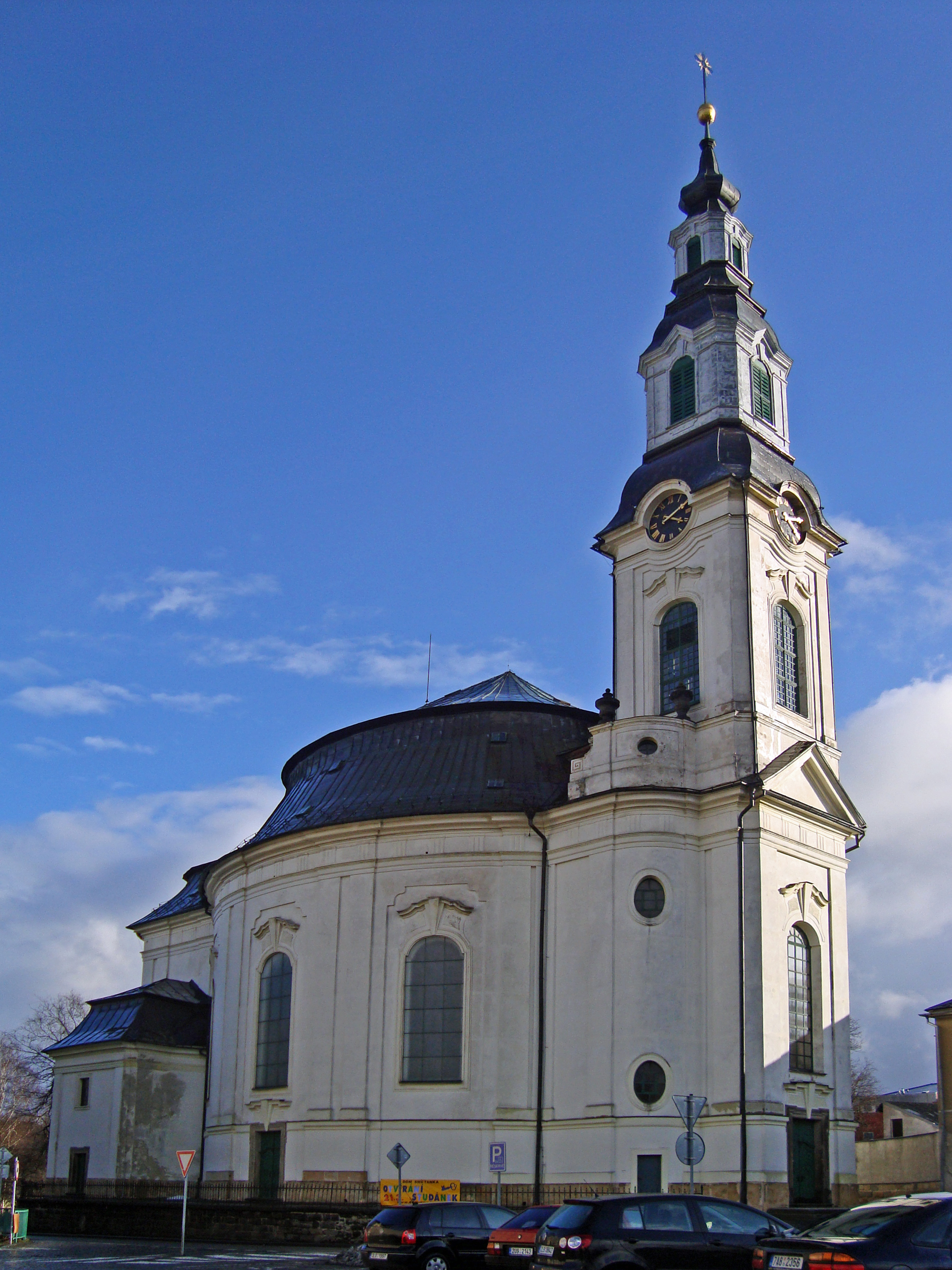
Église de la Vierge Marie.
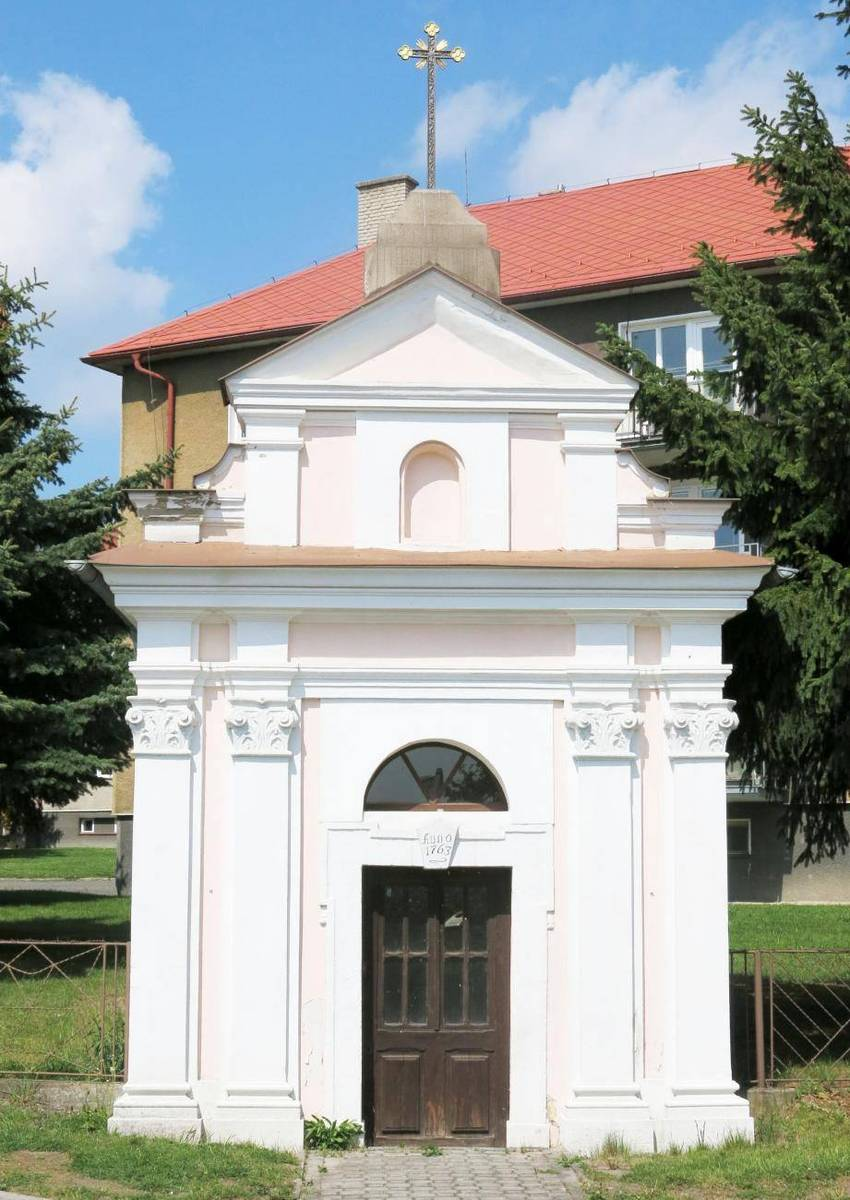
Chapelle à Arnultovice.
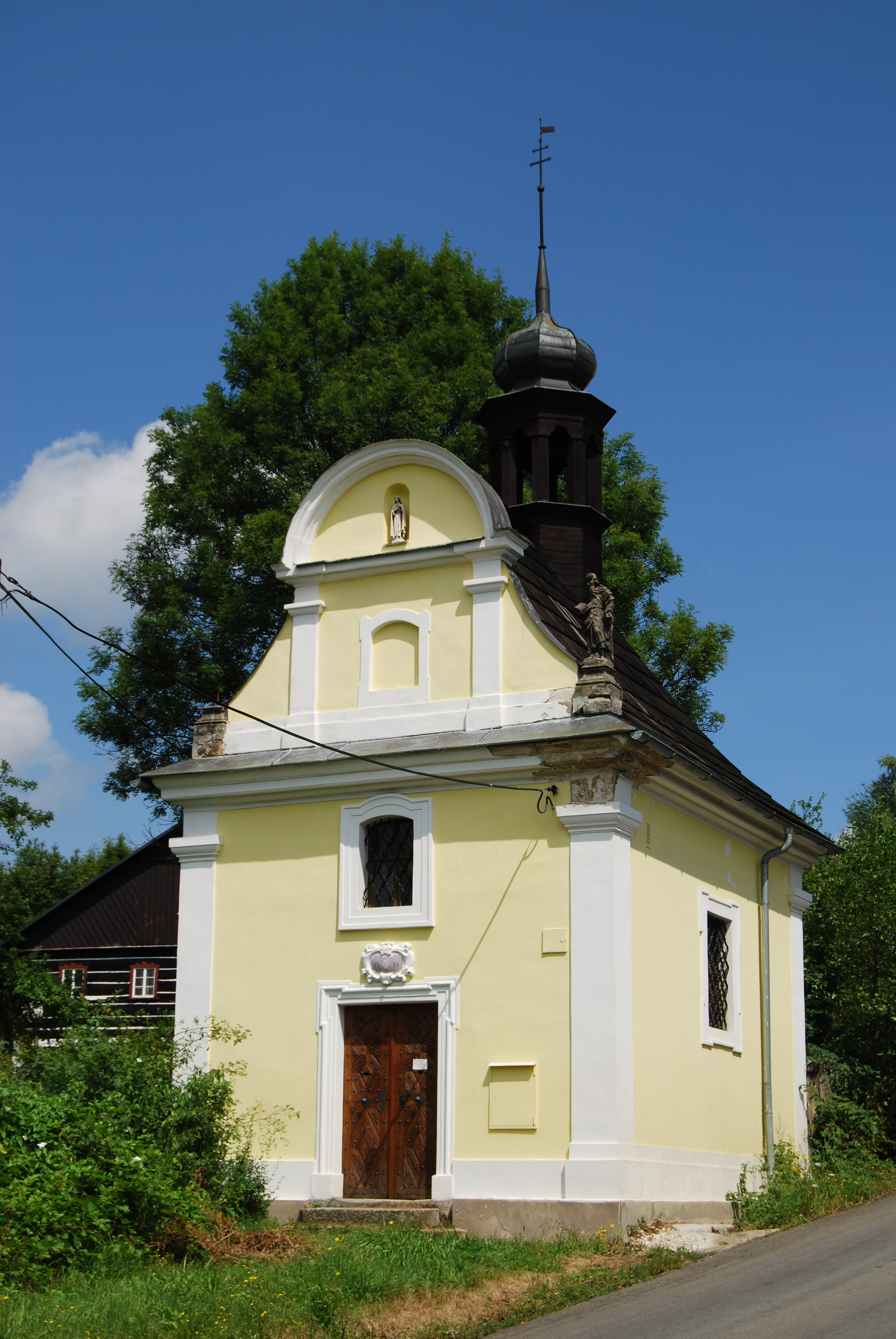
Chapelle à Pihel.

## Économie
L'industrie du verre a une longue tradition dans la ville de Nový Bor, où de nombreuses entreprises se consacrent à cette fabrication depuis la fin du XVIIIe siècle.
La verrerie Lasvit a été fondée en 2007 et emploie 330 personnes. Depuis 2011, les trophées en crystal de Bohême remis aux vainqueurs du Tour de France sont conçus par Peter Olah et fabriqués par la verrerie Lasvit.

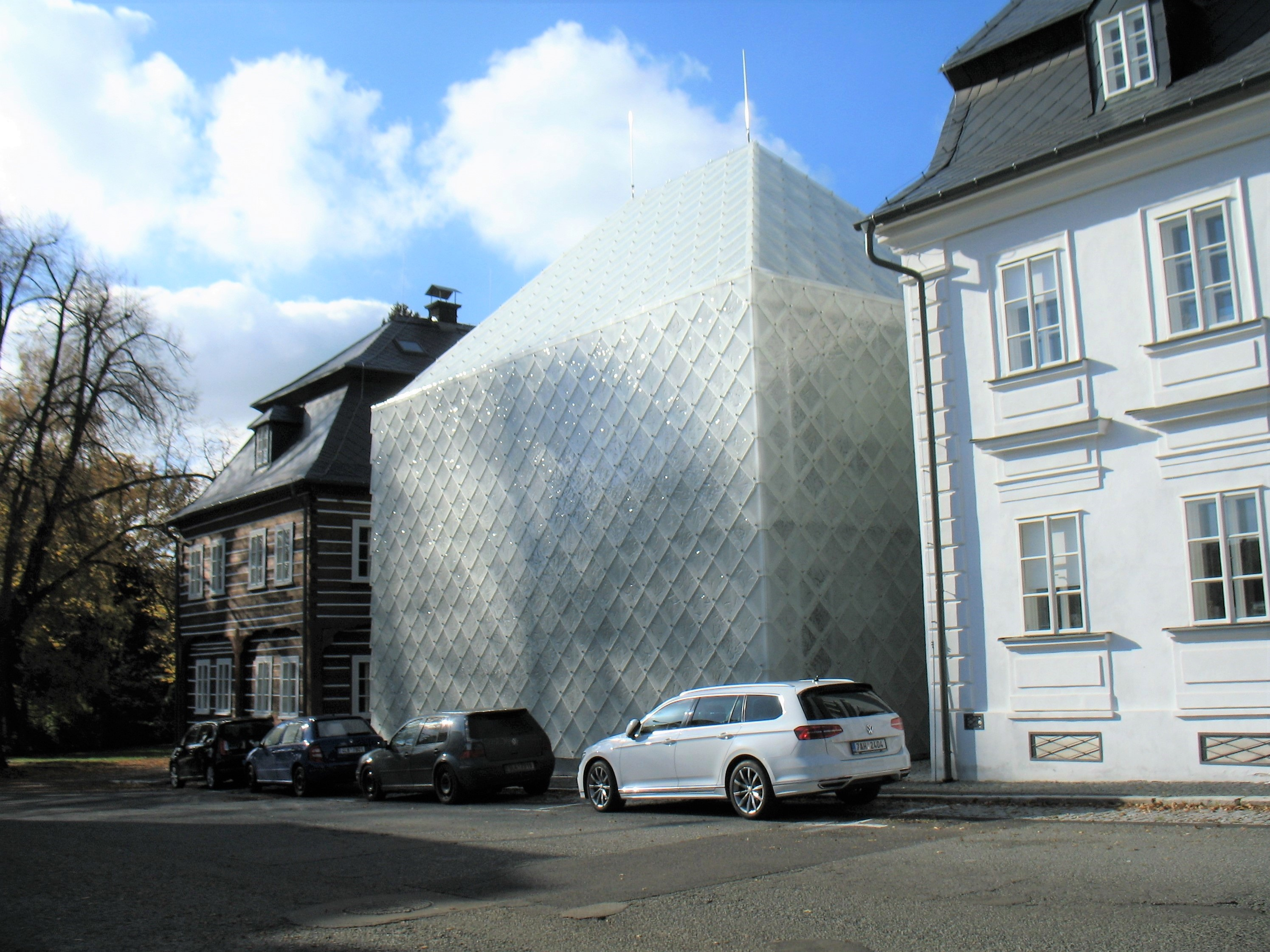
Verrerie Lasvit.
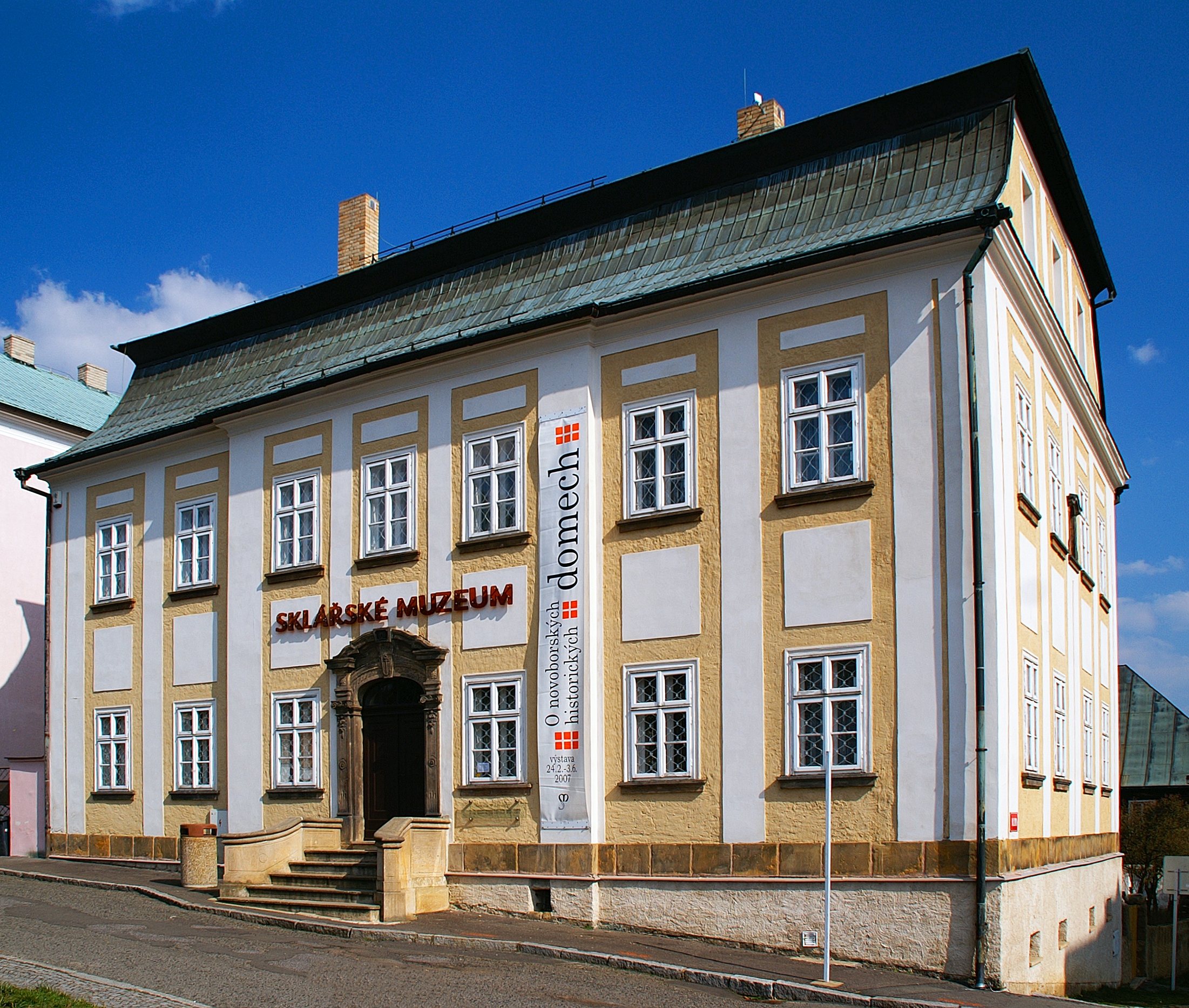
Musée du verre.

## Transports
Par la route, Nový Bor se trouve à 9 km de Česká Lípa, à 43 km de Liberec et à 100 km de Prague.

## Jumelages
- Aniche (France)
- Břeclav (Tchéquie)
- Frauenau (Allemagne)
- Leerdam (Pays-Bas)
- Mednogorsk (Russie)
- Nybro (Suède)
- Oybin (Allemagne)